# گوگ تپه (زنجان)
گوگ تپه روستایی در دهستان چایپاره بالا بخش زنجانرود شهرستان زنجان استان زنجان ایران است.

## جمعیت
بر پایه سرشماری عمومی نفوس و مسکن در سال ۱۳۹۵ جمعیت این روستا ۳۶۰ نفر (در ۹۶ خانوار) بوده است.